# La Descente de croix II (van der Weyden)
Pour la scène des Évangiles, voir Descente de croix.
Pour les articles homonymes, voir La Descente de Croix.
La Descente de croix II est une peinture perdue du peintre flamand Rogier van der Weyden réalisée aux environs de l'année 1440.

## Histoire
En 1923, Salomon Reinach publie dans un article du Burlington Magazine dix copies ou variations d'une Descente de croix peinte par Rogier van der Weyden et les divise en deux groupes : avec trois ou quatre personnages, suivant la présence ou l'absence de saint Jean. En 1935, Édouard Salin ajoute 10 tableaux. En 1985, Jarmila Vackova considère qu'il subsiste une centaine de variations.
Erwyn Panofsky et Sixten Ringbom considèrent que le type à trois personnages et celui à quatre ont tous deux été créés par van der Weyden dans les années 1440. Max Jakob Friedländer considère que la composition initiale à quatre personnages est passée à trois. Dirk de Vos soutient au contraire que la composition à trois figures aurait été produite dans le cercle de van der Weyden au XVe siècle avant que n'apparaissent celle à quatre personnages au XVIe siècle.

## Description
Le thème est celui de la descente de croix, sujet déjà traité par Rogier van der Weyden. Il s'inspire directement de l'Évangile selon Jean.
Devant une échelle s'appuyant sur la croix, un vieillard barbu (Joseph d'Arimathie selon Elisa Bermejo Martínez, Nicodème selon Reinach) dont la tête est située en haut à droite porte le Christ, au centre, sous les aisselles. En bas à gauche, la Vierge soutient son fils. En haut à gauche, derrière et au-dessus de la tête de la Vierge, celle de saint Jean figure sur certains tableaux.

### Descente de Croixd'après Van der Weyden avec la Vierge, saint Jean et Joseph d'Arimathie.
| Illustration                                                     | Datation  | Localisation                                         | Wikidata    |
| ---------------------------------------------------------------- | --------- | ---------------------------------------------------- | ----------- |
| After Rogier van der Weiden - Bruges St-Sauveur Cathedral Museum |           | Belgique, Bruges, Ancien hôpital Saint-Jean          |             |
|                                                                  |           | Espagne, Andalousie, Musée de Cadix                  |             |
|                                                                  | 1500-1525 | France, Vernusse, église Saint-Martin                |             |
|                                                                  | 1600-1650 | France, Ivoy-le-Pré, église paroissiale saint-Aignan |             |
|                                                                  | 1475-1525 | France, Laneuveville-devant-Nancy                    |             |
|                                                                  | 1450-1500 | France, Le Havre, Musée d'art Moderne André-Malraux  |             |
|                                                                  |           | France, Nancy, Musée Lorrain                         |             |
|                                                                  |           | France, Strasbourg, musée de la ville                |             |
|                                                                  | 1450-1500 | France, Thizy, archives                              |             |
|                                                                  | 1600-1700 | France, Thizy                                        |             |
|                                                                  |           | France, Toulouse, musée                              |             |
|                                                                  | 1500-1549 | Hongrie, Budapest, Musée des Beaux-Arts de Budapest  |             |
| Rogier van der weyden, deposizione                               | non datée | Italie, Gênes, Palazzo Rosso                         |             |
|                                                                  | vers 1520 | New-York, Metropolitan Museum of Art                 |             |
|                                                                  | 1535      | Pays-Bas, Amsterdam, Ons' Lieve Heer op Solder       |             |
|                                                                  | 1490-1499 | Pays-Bas, Utrecht, Musée du couvent Sainte-Catherine | d:Q61937844 |
|                                                                  | 1500-1599 | Pennsylvanie, Philadelphia Museum of Art             | d:Q20810334 |
|                                                                  |           | Portugal, Madère, Musée d'Art Sacré de Funchal       |             |
|                                                                  | 1500-1599 | Russie, Musée des Beaux-Arts de Nijni Novgorod       |             |
|                                                                  |           | Russie, Saint-Pétersbourg, Musée de l'Ermitage       |             |
|                                                                  | 1500-1525 | Tchéquie, Galerie nationale de Prague                |             |

### Descente de Croix d'après Van der Weyden avec la Vierge et Joseph d'Arimathie
| Illustration                                        | Datation  | Localisation                            | Wikidata    |
| --------------------------------------------------- | --------- | --------------------------------------- | ----------- |
| Quentin metsys descendimiento museo lazaro galdiano | 1500-1549 | Espagne, Madrid, Museo Lázaro Galdiano, |             |
|                                                     | 1490-1520 | Royaume-Uni, Buckingham Palace,         | d:Q28033945 |